# Песенно-поэтическое творчество Владимира Высоцкого
Песенно-поэтическое творчество Владимира Высоцкого исследователи рассматривают как единое художественное целое, в котором органично сосуществуют текст, музыка и исполнительская манера. Изначальную известность поэт получил как автор лагерных и уличных песен. С середины 1960-х годов тематика его произведений начала расширяться, количество песенных героев и образов — увеличиваться; благодаря новым маскам и сюжетам стала создаваться новая, по-советски узнаваемая «энциклопедия русской жизни». На лирику первой половины 1970-х годов значительное влияние оказала работа Высоцкого над образом Гамлета в спектакле Театра на Таганке — в этот период в текстах поэта появились исповедальные интонации, автор стал чаще обращаться к вечным вопросам бытия. Все достижения этих условных творческих этапов соединились в последние годы жизни Высоцкого; его песни, написанные во второй половине 1970-х годов, высоцковеды называют «поэзией синтеза».
К числу исполнительских особенностей Владимира Семёновича исследователи относят своеобразный тембр (хриплый и глухой баритон с диапазоном в две с половиной октавы) и распевание согласных звуков, особенно на «р» и «л». Поэзия Высоцкого перекликается с классическими произведениями русской литературы (в ней обнаруживается влияние Александра Пушкина, Фёдора Достоевского, Владимира Маяковского, Михаила Зощенко); в то же время она близка традициям авторской песни.

## Синтетичность творчества
Ещё при жизни Высоцкого, в 1968 году, театровед Наталья Крымова заметила на страницах журнала «Советская эстрада и цирк», что песни молодого автора представляют собой «своеобразные маленькие драмы», а в целом его творчество сродни «уличному театру». Сам Высоцкий, отвечая на вопрос о том, кем он себя считает — актёром, поэтом или композитором, пояснял, что пытается создать некий синтез из разных «жанров и элементов»: «Может быть, это какой-то новый вид искусства». С конца 1990-х годов в кругу исследователей песенной поэзии Высоцкого артикулируются тезисы о необходимости воспринимать его произведения как единое художественное целое, рассматривая при анализе не только текст и музыку, но и ритм, темп, интонации во время исполнения. Открытым остаётся лишь вопрос терминологии: ряд авторов используют в данном случае понятие «синкретичность»; другие называют такой вид искусства синтетичным.

## Первые стихотворные опыты
Опоясана трауром лент,

Погрузилась в молчанье Москва,

Глубока её скорбь о вожде,

Сердце болью сжимает тоска.
Одно из первых стихотворений Высоцкий написал в пятнадцатилетнем возрасте. 5 марта 1953 года умер Иосиф Сталин. Восьмиклассник Володя вместе с товарищем — тёзкой Акимовым — два раза побывали в Колонном зале, где происходило прощание с вождём. 8 марта Высоцкий написал стихотворение «Опоясана трауром лент…» («Моя клятва»), посвящённое этому событию. Нина Максимовна Высоцкая разместила его в стенгазете у себя на работе. Юношеская компания, в которой Володя проводил время, была далека от советской идеологии. Его товарищей — Владимира Акимова, Игоря Кохановского, Якова Безродного, Михаила Горховера, Владимира Малюкина, Аркадия Свидерского, Леонида Эгинбурга — интересовала не политика, а художественный мир. Их идеалами были герои Вальтера Скотта, Майна Рида. Чуть позже, в десятом классе, друзья организовали общество «БРИГ» («Братья русские и Горховер»), которое существовало и некоторое время после окончания школы. У общества имелся свой устав, проводились собрания. Друзья часто пробирались бесплатно на концерты в Летний театр Сада «Эрмитаж», слушали Утёсова, Шульженко, Эдди Рознера, Смирнова-Сокольского, Гаркави, Мирова, Новицкого, Райкина, дуэт «Миронова и Менакер», польский «Голубой джаз», перуанку Иму Сумак.
Одноклассник Высоцкого — Игорь Кохановский — в своих воспоминаниях рассказывал, что в десятом классе учительница русской словесности сумела увлечь их литературой. В читальном зале Библиотеки имени В. И. Ленина они изучали произведения Велимира Хлебникова, Игоря Северянина, Николая Гумилёва, их интересовало также творчество Саши Чёрного, Исаака Бабеля, Анны Ахматовой, Марины Цветаевой, Бориса Пастернака. Друзья проявляли внимание к необычным образам, метафорам, аллегориям; знакомство с этим творческим пластом подталкивало их к первым попыткам самостоятельных сочинений. Поначалу это были эпиграммы друг на друга и на дворовых и школьных знакомых; известны стихотворения Высоцкого 1954—1955 годов: «Обо всём / в частности о цифрах», «В Большом Каретном дом здоровый», «Приключение, случившееся с Владимиром Высоцким и его друзьями на 3-м этаже ресторана „Москва“» и другие. В день окончания школы друзья написали шуточную поэму-отчёт о школьной жизни, содержавшую двадцать «онегинских строф», девять из которых были сочинены Высоцким.

## Эволюция поэтического творчества

### Раннее песенное творчество
Изначальную известность Высоцкий получил как автор лагерных и дворовых песен. Интерес Владимира Семёновича к этой тематике исследователи связывают с несколькими обстоятельствами. Во-первых, детские и юношеские годы будущего поэта пришлись на послевоенное время. Как вспоминал его школьный товарищ Михаил Горховер, «в Москве тогда было огромное количество шпаны, и блатных компаний было тоже много». Во-вторых, внимание к уголовным, уличным песням проявляли люди из близкого окружения Высоцкого — речь идёт не только о компании Левона Кочаряна на Большом Каретном, но и о преподавателе Школы-студии МХАТ Андрее Синявском, который считался знатоком этого жанра. Бывая на квартире у Синявского и его жены — литератора Марии Розановой, студент Высоцкий принимал участие в организуемых там домашних «концертах блатной песни». Подобные мероприятия считались в ту пору обычным явлением — не случайно поэт Евгений Евтушенко, уловивший общественные настроения «оттепели», написал во второй половине 1950-х годов стихотворение «Интеллигенция поёт блатные песни». Кроме того, весьма значительным оказалось влияние литературы — к примеру, в компании Кочаряна одним из кумиров был писатель Эрнест Хемингуэй, герои которого создавали «ощущение подлинного товарищества». По утверждению авторов книги «Мир советского человека» Петра Вайля и Александра Гениса, в 1960-х годах «хемингуэевский идеал слился с блатным».
Поначалу основу репертуара Высоцкого составляли чужие произведения — это были тюремные и уличные песни «Постой, паровоз», «Течёт речка», «Была весна» и другие. По рассказу автора, идея «Татуировки» — песни, которую Владимир Семёнович называл первой из написанных им, — возникла в июле 1961 года в ленинградском автобусе: среди пассажиров поэт увидел человека, на грудь которого был нанесён рисунок — женский портрет с надписью «Люба! Я тебя не забуду!» Замысел произведения реализовался в течение двух дней, только вместо Любы в тексте появилась Валя: «Не делили мы тебя и не ласкали, / А что любили — так это позади. / Я ношу в душе твой светлый образ, Валя, / А Лёша выколол твой образ на груди». По возвращении в Москву Высоцкий познакомил с песней Левона и Инну Кочарян, уезжавших на съёмки в Севастополь; песня была спета для них на вокзале в присутствии Владимира Акимова. Существуют и другие версии, связанные с историей «Татуировки»; согласно одной из них, первым слушателем произведения был Артур Макаров. Основу песни, по замечанию высоцковеда Анатолия Кулагина, составила история драматического соперничества, которая, вопреки ожиданиям, развивалась не в сторону конфликта, а обратном направлении; в результате конкуренция между лирическим героем и его оппонентом Лёшей вышла на уровень «качества татуировки».
Несмотря на то, что первой песней Высоцкого считается «Татуировка», исследователи указывают, что ещё в 1960 году им было написано произведение, исключённое впоследствии из основного периода творчества. Речь идёт о песне «Сорок девять дней», имевшей в ранней редакции подзаголовок «Пособие для начинающих и законченных халтурщиков» и исполнявшейся на мотив вагонных куплетов «Я был батальонный разведчик». В основе сюжета — реальная история о том, как четверо советских военнослужащих провели сорок девять дней на самоходной барже Т-36, унесённой в открытое море. Текст представлял собой своеобразную пародию на официальные репортажи и отчёты о трудовых свершениях; в раннем варианте произведения обыгрывание газетных штампов осуществлялось ещё и с помощью авторского комментария: «Культмассовая работа не ведётся по причине отсутствия муз. инструментов. Люди ослабли, но смотрят прямо и друг друга не едят». Подобное чередование стихов и прозаических включений сделало текст «двуслойным».
В октябре 1964 года Высоцкий записал на магнитофон все песни, которые успел сочинить к тому времени; в его «собрании сочинений» оказалось сорок восемь наименований. Эти произведения были написаны языком улицы, который отличался от «„дистилированного“ языка разрешённой литературы»: в них присутствовали слова и выражения «распивать на троих», «расколоть» и тому подобные. Как правило, в этих песнях имелся насыщенный событийный ряд, сюжет отличался динамичностью, а персонажи имели индивидуальные черты. Уже в раннем творчестве Высоцкого появились ролевые герои, и это стало поводом для возникновения слухов, касающихся личности автора: люди, не знакомые с его биографией, полагали, что уголовные песни сочинены человеком, который много лет провёл в лагерях. Сам Владимир Семёнович впоследствии объяснял, что его поэтическая манера во многом связана с профессией:

Просто некоторые привыкли отождествлять актёра на сцене или на экране с тем, кого он изображает. Кое-что на своей шкуре я всё-таки испытал и знаю, о чём пишу, но в основном, конечно, в моих песнях процентов на 80 — 90 домысла и авторской фантазии.
Ранние песни Высоцкого иногда воспринимались аудиторией как фольклорные произведения. Так, Иосиф Бродский рассказывал, что песню «Я был душой дурного общества» он впервые услышал от Анны Ахматовой, которая считала её образцом народного творчества. В песне прослеживается изменение отношения персонажа к понятию «дурное общество»: вначале так обозначается уголовная среда, сформировавшая героя; в финале «дурными» оказываются строгие представители Фемиды: «С тех пор заглохло моё творчество, / Я стал скучающий субъект, — / Зачем мне быть душою общества, / Когда души в нём вовсе нет!». В другой песне — «У меня было сорок фамилий» — присутствуют строчки «Не поставят мне памятник в сквере, / Где-нибудь у Петровских Ворот», которые были опровергнуты жизнью: в 1995 году у Петровских Ворот появился памятник Высоцкому (эскиз скульптора Геннадия Распопова).
Далеко не все песни, написанные Высоцким в первой половине 1960-х годов, входили в его «блатной цикл». Ещё в 1962 году появилось произведение, в котором наметилось движение от уголовной тематики к сказочной, — это песня «Лежит камень во степи», посвящённая Артуру Макарову. Таким же «промежуточным» вариантом стала и песня «Так оно и есть…», герой которой, вернувшись с зоны, попал в сюрреалистический мир — в некий «пыльный расплывчатый город без людей». Кроме того, тематический ряд оказался значительно расширенным за счёт военных песен — к 1964 году поэт уже написал «Песню о госпитале», «Про Серёжку Фомина», «Братские могилы», «Штрафные батальоны» и другие. Последние произведения «блатного цикла» датируются 1965 годом, когда были сочинены «Мне ребята сказали про такую наколку», «В тюрьме Таганской нас стало мало…», «Катерина, Катя, Катерина!». Сами песни уголовной и лагерной тематики сохранились в репертуаре Высоцкого, однако новые произведения для «блатного цикла» больше не создавались — по словам Владимира Новикова, связанная с ними «литературная, поэтическая задача была решена полностью».

### Песни 1964—1970 годов. Новая «энциклопедия русской жизни»
Новый этап в песенно-поэтическом творчестве Высоцкого обозначился в 1964 году, когда он стал актёром Театра на Таганке. К этому времени разрабатываемая им «блатная» тема стала себя постепенно исчерпывать; поэта перестал удовлетворять тот типовой образ, что перемещался из одного его произведения в другое. Если прежде в арсенале Высоцкого был фактически один тип героя, то со второй половины 1960-х годов песенный театр Владимира Семёновича стал стремительно пополняться новыми поэтическими ролями. Благодаря многообразию масок и сюжетов, созданных Высоцким в этот период, начала формироваться новая, по-советски узнаваемая «энциклопедия русской жизни». Движение к новым темам не было внезапным, многие актуальные сюжеты и персонажи «вырастали» из ранних песен поэта. Так, военные произведения «переходного» 1964 года (такие, как «Штрафные батальоны» и «Все ушли на фронт») оказались своеобразными преемниками уголовных песен Высоцкого. То же самое касается и написанной в 1968 году «Баньки по-белому», в которой уже знакомые лагерные мотивы поднялись до уровня трагических обобщений.
В числе художественных приёмов, использовавшихся Высоцким на этом этапе, было иносказание. Оно присутствует, например, в «Песенке ни про что, или Что случилось в Африке». Сам автор, представляя во время выступлений историю про Жирафа и Антилопу, говорил, что это «детская народная песня, под неё хорошо маршировать в детских садах и санаториях». В то же время в ней заключены поучения, близкие к басенным. Первый — серьёзный — посыл связан с умением принимать личные решения; он артикулирован в строчках: «Не пеняйте на меня, — / Я уйду из стада». Второй подтекст несёт иную — уже ироничную — подсказку: при неправильном решении легко найти «крайнего»: «Пусть Жираф был неправ, — / Но виновен не Жираф, / А тот, кто крикнул из ветвей: / „Жираф большой — ему видней!“». История, изложенная в песне, выглядит весьма легкомысленной, однако множество её интерпретаций, существующих в высоцковедении, свидетельствуют о том, что в несерьёзном произведении автор предлагает слушателям немало «глубоких вопросов».
Другим образным приёмом, который применялся в поэтическом мире Высоцкого, был гротеск, идущий от традиций Николая Гоголя и Михаила Салтыкова-Щедрина. Примером песни с использованием гротескной образности является «Бал-маскарад» («Сегодня в нашей комплексной бригаде…») — в ней показано, как смещается реальность в сознании героя, получившего на заводском праздничном мероприятии маску алкоголика. Восприятие мира у персонажа меняется, в его сознании возникают фантастические картины, которые соотносятся с видениями гоголевского Городничего в минуту потрясения: «Ничего не вижу! Какие-то свиные рыла вместо лиц!». В произведении упоминается третья жена поэта («Я снова очутился в зоосаде: / Глядь — две жены, — ну две Марины Влади!»), однако написано оно было до знакомства с французской актрисой — в 1964 году. Ещё одну шуточную песню с гротескными мотивами — «Посещение Музы, или Песенка плагиатора» — Высоцкий создал под влиянием реальных событий. Поводом к её написанию стало появление на страницах журнала «Октябрь» (1965, № 4) стихотворения Анны Ахматовой «Перед весной бывают дни такие…», подписанного Василием Журавлёвым. Поэт Журавлёв, передавший в журнал чужое произведение, впоследствии объяснил, что, записав эти строки однажды в блокноте, через много лет принял ахматовские стихи за свои.
В число произведений, написанных Высоцким в период с 1964 по 1970 год, также входили «Мой друг уедет в Магадан» (посвящение Игорю Кохановскому), «В холода, в холода…», «Сыт я по горло, до подбородка…», «Про чёрта» («У меня запой от одиночества…»), «Песня о сентиментальном боксёре», «Про дикого вепря», «Скалолазка», «Она была в Париже», «Лукоморья больше нет», «Солдаты группы «Центр»», «Ноль семь», «Песенка о переселении душ», «Я не люблю» («Я не люблю фатального исхода…»), «Песенка о слухах», «Он не вернулся из боя», «Я несла свою Беду» и другие.

### Философская лирика первой половины 1970-х годов
Одним из главных событий в творческой биографии Высоцкого стала работа над ролью Гамлета в Театре на Таганке. Гамлетовская тема оказала влияние не только на Высоцкого-актёра, но и на Высоцкого-поэта. В 1972 году, через год после премьеры спектакля, Высоцкий написал стихотворение «Мой Гамлет», рассказывающее одновременно и об авторе, и о его сценическом герое. Лирический сюжет произведения, по мнению высоцковеда Анатолия Кулагина, делится на три условные части. Вначале читатель знакомится с не знающим сомнений «принцем крови», утверждающим: «Я знал: всё будет так, как я хочу». Затем начинается время переосмысления прежних ценностей и поисков ответа на знаменитый гамлетовский вопрос: «Я бился над словами „быть, не быть“». Ближе к финалу обозначается стремление найти выход из тупика, причём в отдельных строчках («Но в их глазах — за трон я глотку рвал / И убивал соперников по трону») выявляется родство лирического героя и персонажей ранних («блатных») песен Высоцкого. Концовка стихотворения показывает, что мир устроен слишком сложно для поэта, бьющегося над вечными загадками бытия: «А мы всё ставим каверзный ответ / И не находим нужного вопроса».
Гамлетовские интонации обнаруживаются и в других произведениях Высоцкого, написанных в этот период. К примеру, герой «Песни конченого человека» («Истома ящерицей ползает в костях…») произносит монолог о смысле (или бессмысленности) жизни. Смятение персонажа, находящегося в состоянии «душевного провала», навеяно, вероятно, «аурой» роли принца датского: «Ни философский камень больше не ищу, / Ни корень жизни, — ведь уже нашли женьшень. / Не вдохновляюсь, не стремлюсь, не трепещу / И не надеюсь поразить мишень». В поисках ответа на гамлетовский вопрос пребывает и герой песни «Мои похорона», рассказывающий о своём страшном сне: «На мои похорона / Съехались вампиры». Для того, чтобы избавиться от нашествия нечистой силы, заполонившей дом, персонаж должен сделать над собой усилие и проснуться. Однако выясняется, что переход из сна в явь не решает всех проблем: «…Что сказать, чего боюсь / (А сновиденья — тянутся)? / Да того, что я проснусь — / А они останутся!..».
Несмотря на то, что в начале 1970-х годов исповедальные интонации в песнях и стихах Высоцкого постепенно нарастали, в его творчестве сохранялась и развивалась ролевая лирика, творческое освоение которой началось ещё в 1960-х. Примерами произведений, где автор «перевоплощался» даже в неодушевлённые предметы, являются «Баллада о брошенном корабле» («Капитана в тот день называли на ты…») и «Песня микрофона». В первом случае повествование ведётся от лица корабля, оставленного командой; во втором героем-рассказчиком становится оглохший «от ударов ладоней» микрофон, который по роду деятельности «усиливал, усиливал, усиливал». Кроме того, Высоцкий продолжал разрабатывать военную тему — в этот период он написал такие песни, как «Чёрные бушлаты», «Мы вращаем Землю», «Тот, который не стрелял». В них рассказ о войне шёл уже через призму «гамлетовского опыта автора».
В ту пору Высоцкий стал отчётливо проявлять интерес к теме неизбежного ухода человека из жизни. Исследователи связывают это опять-таки с гамлетовской атмосферой, которой была заполнена жизнь поэта. Так, в песне «О фатальных датах и цифрах» автор провёл «поэтические подсчёты», показав некий символический смысл, роковую предопределённость, обусловившую раннюю смерть Лермонтова и Есенина. «Роковой рубеж», связанный с мистической цифрой 37, не преодолели Пушкин, Маяковский, Байрон и Рембо. Своеобразной вариацией на гамлетовскую тему стала также песня «Прерванный полёт», написанная для художественного фильма «Бегство мистера Мак-Кинли», но не вошедшая в картину.

Герой «пока лишь затеивал спор», «только начал дуэль на ковре», «…знать хотел всё от и до, / Но не добрался он, не до… / Ни до догадки, ни до дна…». Это как бы «анти-Гамлет», Гамлет, остановившийся на не быть. Другой вопрос: «По чьей вине?..» Ответа на него в песне нет. Кстати, о своей трактовке монолога Гамлета актёр говорил, что ему здесь важен «вовсе не вопрос о том, жить или не жить. А вопрос о том, чтобы не вставало этого вопроса». — Анатолий Кулагин

### Поэзия синтеза. Вторая половина 1970-х годов
В последние годы жизни Высоцкий начал соединять в своём песенно-поэтическом творчестве темы, мотивы, сюжеты и образы, которые разрабатывались им все прежние годы. В поздней лирике поэта вновь появился маргинальный герой, присутствовавший в дворовых песенных циклах Владимира Семёновича; теперь этот повзрослевший персонаж стал смотреть на мир сквозь призму гамлетовского опыта. Высоцкий вернулся к тем художественным приёмам, которые использовались им в песнях второй половины 1960-х годов, — речь идёт о гротеске, иносказании, стилизациях. Наконец, в песнях второй половины 1970-х годов сохранилась исповедальная интонация, появившаяся во время работы над образом принца датского. В результате родилась так называемая «поэзия синтеза», вобравшая в себя творческие поиски и наработки трёх предыдущих творческих периодов.
Во второй половине 1970-х годов Высоцкий настолько часто обращался к воспоминаниям о детстве и отрочестве, что в результате сформировался своеобразный тематический цикл, включающий песню «Из детства» («Ах, чёрная икорочка!»), «В младенчестве нас матери пугали…», «Балладу о детстве». Обращение к этой теме исследователи связывают не столько с авторской ностальгией по прошлому, сколько с попытками поэта понять, как корни и истоки влияют на судьбу человека. Кроме того, автобиографические мотивы, присутствующие в поздней лирике Высоцкого, соотносятся с судьбой страны. Подобным образом, по замечанию Анатолия Кулагина, Пушкин в стихотворении «Была пора…», написанном незадолго до смерти, вспоминал о лицейских временах: «…Чему, чему свидетели мы были! / Игралища таинственной игры, / Металися смущённые народы; / И высились и падали цари; / И кровь людей то Славы, то Свободы, / То Гордости багрила алтари».
Одно из последних стихотворений Высоцкого — «И снизу лёд и сверху…», обращённое к Марине Влади, — содержит строки: «Вернусь к тебе, как корабли из песни, / Всё помня, даже старые стихи». Упоминание про «старые стихи», вероятно, следует воспринимать буквально: во второй половине 1970-х годов поэт периодически возвращался к прежним сюжетам, но воспроизводил их уже с поправкой на новые жизненные впечатления. Так, история героя песни «Он не вернулся из боя», написанной в 1969 году, получила развитие в «Песне о погибшем лётчике» (1975), посвящённой лётчику Николаю Скоморохову и его погибшему товарищу. Если в первом из упомянутых произведений рассказчик потерял фронтового друга «вчера», то во втором боль от утраты тянется с военных лет до бесконечности: «Не слыхать его пульса / С сорок третьей весны, — / Ну а я окунулся / В довоенные сны».
В 1970-х годах Высоцкий написал также песни для дискоспектакля «Алиса в стране Чудес», «Песенку про Козла отпущения», «Коней привередливых», «Балладу об уходе в рай», «Письмо в редакцию телевизионной передачи „Очевидное — невероятное“ из сумасшедшего дома — с Канатчиковой дачи», «Купола», «Балладу о Любви», «Притчу о Правде и Лжи», «О знаках зодиака» (для рекламного фильма «Знаки зодиака»), «Диалог у телевизора», «Натянутый канат», «Чужую колею», «Песню про Джеймса Бонда, агента 007», стихотворение «Енгибарову — от зрителей» и другие произведения.

## Музыка и голос
Во время выступлений Высоцкий говорил, что ему сложно объяснить, как рождаются песни. Как правило, сначала возникала поэтическая тема; к стихам автор одновременно подбирал мелодию — она нужна была прежде всего для того, чтобы усилить смысловую основу текста. Иногда в процессе работы менялись и мелодия, и сюжет создаваемого произведения: «Ты придумаешь что-нибудь смешное, а получается очень серьёзно и в другом ритме». При этом изначальные варианты не могли считаться завершёнными — поэт обычно сверял свой замысел с реакцией публики, неоднократно менял мелодию и интонации, шлифовал строки. По его признанию, «настоящая песня» появлялась после десяти-пятнадцати выступлений перед зрителями.
Высоцковеды подчёркивают, что произведения Владимира Семёновича необходимо воспринимать как единое художественное целое, рассматривая при анализе не только текст и музыку, но и ритм, темп, интонации во время исполнения. Одним из важнейших элементов песен Высоцкого они называют метроритм. Произведения Владимира Семёновича сложно назвать монотонными, потому что их обычно отличает «несовпадение ритмического рисунка с метрическими долями такта». Так, в песне «Бег иноходца» («Я скачу, но я скачу иначе…») мотив преодоления, острота сюжета и нарастающая напряжённость действия создаются — в том числе — благодаря «борьбе ритма и метра (партии голоса и аккомпанемента гитары)».
У меня есть музыкальное образование. Ну, конечно, не консерваторское образование, но я учился музыке, могу писать мелодии…
Ещё одна особенность, присущая произведениям Высоцкого и позволяющая избежать однообразия, связана с соотношением ритма и размера. На концертах, предваряя написанную двусложным размером «Песенку ни про что, или Что случилось в Африке», поэт упоминал, что она написана «в маршевом ритме». Однако во время исполнения маршевая чёткость обнаруживалась только в припеве: «Поднялся галдёж и лай, — / Только старый Попугай / Громко крикнул из ветвей: / „Жираф большой — ему видней!“» . Вся остальная песенная история шла с прерыванием размеренного ритма — Высоцкий растягивал слоги, сокращал их или, напротив, удлинял. В итоге благодаря ритмическому разнообразию и сознательным «неправильностям» автор уходил от интонационной монотонности и одновременно переключал внимание аудитории на фабулу произведения.
Важную роль для понимания авторского замысла играл у Высоцкого и темп исполняемых песен. Так, в «Конях привередливых» тема неистового полёта («Чуть помедленнее, кони, чуть помедленнее!») приглушалась сознательно растягиваемым темпом. Этот контраст между драматизмом действия и замедленной скоростью исполнения призван был, по мнению высоцковеда Ольги Шилиной, подчеркнуть двойственное положение героя, который одновременно и «погоняет» коней, и просит их не слушать «тугую плеть».
На одном из концертов Высоцкий упомянул, что с определённого момента он стал много работать со звуками: «Я люблю, когда в строке очень часто повторяется одна и та же буква — чтобы усилить». Используемый поэтом приём, называемый аллитерацией, в ряде песен не только углублял идею произведения, но и выполнял роль смыслообразующего стержня. Это относится, например, к песне «Купола», в которой благодаря чередованию звуков был создан эффект колокольного звона: «Душу, сбитую утратами да тратами, / Душу, стёртую перекатами, — / Если до крови лоскут истончал, — / Залатаю золотыми я заплатами — / Чтобы чаще Господь замечал!» (в данном случае текст инструментован под звук колокола через многократное чередование «з», «л», «т»).
Высоцкий обладал своеобразным тембром — хриплым и глухим баритоном с диапазоном в две с половиной октавы. Как певец он имел отличительную черту — распевание согласных, особенно на «р» и «л». По мнению Альфреда Шнитке, это «надо отнести не только к исполнительским особенностям — это композиторские особенности Высоцкого». Литературовед Людмила Томенчук писала, что за счёт интонирования, «выпячивания согласных у слушателей складывается почти физически осязаемое впечатление преодолеваемого барьера». Певец Александр Подболотов рассказывал, как однажды в разговоре с Высоцким он отметил, что в своё время точно так же пропевал согласные звуки Фёдор Шаляпин: «Володе понравилось это сравнение».

Диапазон Высоцкого превосходил диапазон всех прочих бардов. И что при этом характерно, он не терял своей окраски даже при переходе в верхний или нижний регистр. У Шаляпина постановка голоса была тоже природная. В этом отношении и он, и Высоцкий — фигуры уникальные. <…> Высоцкий сочинял песни и в очень высоком, и в очень низком регистре, это было частью его композиционной техники — для композитора это представляет особый интерес.— Владимир Дашкевич

## Гитары Высоцкого
Первая гитара была подарена Высоцкому его матерью, Ниной Макcимовной, на семнадцатилетие. Высоцкий всегда играл на семиструнных гитарах. Если ему приходилось пользоваться чужой шестиструнной гитарой, то он её перестраивал на семиструнную без басовой струны. Высоцкий часто немного расстраивал (от классической настройки) струны гитары — «приспускал» их. По мнению певца и композитора Александра Кальянова, это гармонировало с голосом певца и создавало особую, притягательную «атмосферу дворовости» на концертах. Со второй половины 1960-х годов гитара стала неотъемлемой частью образа Владимира Высоцкого. Вознесенский писал о нём: «Шёл популярней, чем Пеле, / Носил гитару на плече». В конце 1966 года Высоцкий приобрёл старинную гитару венской работы у вдовы актёра Алексея Дикого — Александры Александровны. Об этой гитаре он говорил так: «Это очень ценная гитара: её делал какой-то мастер австрийский 150 лет назад. Её купили князья Гагарины, а у них перекупил артист Блюменталь-Тамарин и подарил Дикому Алексею Денисовичу. Эта гитара висела у вдовы одиннадцать лет, она её не трогала, берегла, как реликвию. На ней никто не играл». По воспоминаниям друга Высоцкого тех времён Алексея Чардынина, жившего у Александры Александровны и познакомившего её с Высоцким, вдова подарила Володе гитару, находясь под впечатлением от его песен.
Высоцкий имел много гитар, и проследить их точную судьбу исследователям не удалось. Гитара венской работы, находившаяся у Высоцкого до 1977 года, предположительно была подарена сыну Марины Влади — Пьеру — для занятий в консерватории по классу гитары. После смерти Высоцкого два его инструмента хранились на Малой Грузинской улице, где жила мать поэта — Нина Максимовна. Это большая концертная гитара с двумя грифами и ещё одна, сделанные по заказу для Высоцкого мастером Александром Викторовичем Шуляковским. Ещё две своих гитары Высоцкий оставил у друзей — одну у Михаила Шемякина в США, вторую подарил иранскому бизнесмену Бабеку Серушу. Гитара, приобретённая в начале 1960-х годов, с автографами Высоцкого, Олега Стриженова и Анатолия Утевского, осталась в доме на Большом Каретном у Инны Александровны Кочарян. В музее Высоцкого на Таганке хранится другая ранняя гитара Высоцкого, подаренная семьёй Абрамовых. «Театральная гитара» (инструмент массового производства с затенёнными краями) висит на стене в кабинете Юрия Любимова в театре на Таганке. У Марины Влади находится инструмент с головкой грифа в виде лиры.

## Поэзия Высоцкого и традиции русской литературы
В поэзии Высоцкого исследователи обнаруживают целую «россыпь перекличек с классикой», реминисценции, явные и скрытые отсылки к хрестоматийным произведениям. Список его поэтических собеседников открывался Пушкиным, заочные диалоги с которым Владимир Семёнович вёл с юношеских лет. Сначала это «общение» было эпизодическим и сводилось к сочинению шуточных стихотворных тостов, в которых обыгрывались хрестоматийные строки: «Когда б я здесь и пил и ел, / То б мог сказать без промедленья: / Я получил то, что хотел, — / Я помню чудное мгновенье». Со второй половины 1960-х годов пушкинские мотивы стали появляться в творчестве Высоцкого чаще. К примеру, в его «Песню о вещем Олеге» (1967) перешли из пушкинской баллады слегка видоизменённое название, сюжет, персонажи, стихотворный размер. Но классическую историю про князя Олега, кудесника и коня Высоцкий изложил разговорным языком XX века, смешав его с «высоким стилем» прежних столетий. Этот пародийный приём — травестия — использовался Высоцким и в других песнях.
Травестийным произведением является, к примеру, антисказка Высоцкого «Лукоморья больше нет», созданная по мотивам Пролога к пушкинской поэме «Руслан и Людмила». Антисказкой назвал свою песню сам Высоцкий на одном из концертов 1967 года. Исследователи предполагают, что приставка «анти-» соотносится с названием спектакля Театра на Таганке «Антимиры». Сама же традиция создания антимиров идёт от скоморохов, умевших пародировать реальность и менять местами норму и антинорму. Точно так же выворачивается наизнанку мир в Лукоморье Высоцкого. Если в тексте-источнике образ мира создан с помощью слов «прекрасные витязи», «невиданные звери», «морской дядька», то в песне Владимира Семёновича возникает другой фон: «гробы», «тюрьма», «паралич», «бред», «хрыч». Происходит своеобразная подмена романтических символов и персонажей: у Пушкина действовал кудесник Черномор, тогда как у Высоцкого на его место пришёл «лукоморский первый вор». Литературовед Владимир Новиков включил «Лукоморье» в условно-тематическое направление творчества Высоцкого «Pro et contra» («За и против»), в котором каждое событие жизни рассматривается поэтом с разных ракурсов: «Пушкинское идеально-сказочное Лукоморье парадоксально оборачивается советским тотальным бардаком».

По мере того как менялось творческое мировосприятие Высоцкого, менялся и тон его диалога с Пушкиным. <…> Пушкин оказался спутником едва ли не всей творческой судьбы Высоцкого… Художник двадцатого века всегда «помнит» о своём великом предшественнике, ощущает его дыхание за спиной. Пушкин помогает ему пройти собственный тернистый путь большого русского поэта.
В число писателей, творчество которых было близко Высоцкому, входил Фёдор Достоевский. Этот прозаик занимал особое место не только в литературной, но и в театральной биографии Владимира Семёновича: одной из его первых ролей, сыгранных ещё в Школе-студии МХАТ, был Порфирий Петрович из «Преступления и наказания», а последним сценическим образом оказался герой того же романа Свидригайлов. Высоцкий играл Свидригайлова как человека, у которого «обострённая жажда жизни» соединялась с «трезвым до цинизма пониманием», что его жизненный путь близок к завершению. Именно эти — «свидригайловские» — интонации звучат в песне «Кони привередливые»: «Что-то воздуху мне мало — ветер пью, туман глотаю, — / Чую с гибельным восторгом: пропадаю, пропадаю!». Свидригайловская обречённость слышна и в написанном весной 1980 года, во время пребывания во французской клинике Шарантон, стихотворении «Общаюсь с тишиной я…», содержащем строки: «Жизнь — алфавит: я где-то / Уже в „це-че-ше-ще“, — / Уйду я в это лето / В малиновом плаще».
В галерее созданных поэтом типов и характеров есть образы, близкие по уровню рефлексии многим героям русской классической литературы, в том числе Карамазовым. Диапазон внутренних колебаний, которые испытывают персонажи Высоцкого, велик; одна и та же личность порой мечется между полюсами зла и добра, вражды и привязанности, благородными порывами и низменными страстями, и эти противоречия сближают героев Достоевского и Высоцкого. Именно таким предстаёт рассказчик из песни «И вкусы, и запросы мои — странны…», страдающий от раздвоения собственной личности и обещающий прокурору: «Я воссоединю две половины / Моей больной раздвоенной души!».
Говоря о поэтической технике Высоцкого, Анатолий Кулагин отмечал, что в ней заметно влияние Маяковского — поэта, с творчеством которого Владимир Семёнович был знаком с юношеских лет. Стремление к обновлению поэтического языка, присущее Высоцкому, во многом идёт от Маяковского. Это касается, к примеру, стихотворной лексики: и у того, и у другого она насыщена авторскими неологизмами — окказионализмами. Маяковский ради языковой игры и усиления выразительности создавал словосочетания «пол ампиристый, потолок рококовый». У Высоцкого в число индивидуальных лексических новаций входили выражения «альпинистка моя скалоласковая» (песня «Скалолазка») и фразы «Нам бермуторно на сердце И бермутно на душе!» («Письмо в редакцию телевизионной передачи „Очевидное невероятное“ из сумасшедшего дома — с Канатчиковой дачи»). Перекличка с Маяковским происходит у Высоцкого и в «Песне о сентиментальном боксёре», в рефрен которой включена видоизменённая цитата из поэмы «Хорошо!». Позаимствованные из неё строки «И жизнь хороша, / И жить хорошо» в песне Высоцкого внедрены в сознание одного из героев как штамп и звучат несколько иначе, с перестановкой слов: «И думал Буткеев, мне челюсть кроша: / И жить хорошо, и жизнь хороша!». Пародийный эффект создаётся с помощью контраста: с одной стороны — возвышенная риторика из Октябрьской поэмы Маяковского, с другой — снижение её пафоса в поединке с участием неравных противников.
В число писателей, вызывавших особый интерес Высоцкого, входил Андрей Платонов. Двухтомник избранных произведений Платонова имелся в личной библиотеке поэта; по словам Людмилы Абрамовой, Владимир Семёнович хорошо знал содержание запрещённых в ту пору в СССР «Чевенгура» и «Котлована». Прямого влияния Платонова на поэзию Высоцкого исследователи не обнаруживают, однако отмечают, что некоторое родство — на уровне ассоциаций и неявных отсылок — всё-таки прослеживается. К примеру, определённая тематическая близость выявляется в рассказе Платонова «Возвращение», написанном в 1946 году, и балладе Высоцкого «Песня Вани у Марии» («Я полмира почти через злые бои…»), представляющей собой стилизацию под вагонные куплеты, которые были популярны в послевоенное время. В основе обоих произведений — история солдата, возвратившегося домой и узнавшего, что в жизни его близких произошли личные перемены. Алексей Иванов, герой Платонова, узнав об измене жены, испытывает мучительную боль: «Войны нет, а ты в сердце ранила меня». То же самое переживает и рассказчик из баллады Высоцкого: «Но смертельная рана нашла со спины / И изменою в сердце застряла». Оба персонажа покидают дома, где их не ждали, но если Иванов позже всё-таки возвращается, то для героя Высоцкого пути назад, к «чужому порогу», уже нет.
В библиотеке Высоцкого имелся четырёхтомник Николая Гумилёва (эти и другие книги, не издававшиеся в Советском Союзе, поэт привозил из зарубежных поездок). Со стихами Гумилёва Высоцкий впервые познакомился ещё в старших классах. В студенческие годы его представление о творчестве расстрелянного поэта было расширено: Андрей Синявский, преподававший в Школе-студии МХАТ курс литературы Серебряного века, давал на лекциях гораздо более разнообразный, чем предписывалось учебными программами, материал о русской поэзии. Позже Людмила Абрамова рассказывала, что когда Владимир Семёнович сочинял произведения, посвящённые капитанам дальнего плавания Анатолию Гарагуле и Олегу Халимонову, он «видел перед собой и тех, гумилёвских». У обоих поэтов — и Высоцкого, и Гумилёва — образ морской стихии окутан романтикой. Так, гумилёвские мотивы присутствуют в песне Владимира Семёновича «Гимн морю и горам», начинающейся строчками: «Заказана погода нам Удачею самой, / Довольно футов нам под киль обещано…». А самым «гумилёвским» произведением Высоцкого филолог Ольга Шилина считает «Пиратскую» — в этой песне собраны типичные черты и образы «поэтики странствий», от парусов и капитанов до ножей и пистолетов: «Был развесёлый розовый восход, / И плыл корабль навстречу передрягам, / И юнга вышел в первый свой поход / Под флибустьерским черепастым флагом».
О том, что некоторые герои Высоцкого близки персонажам Михаила Зощенко, впервые написал корреспондент газеты «Волжский комсомолец» ещё в 1967 году; позже ту же самую мысль развил Евгений Евтушенко в строках, обращённых к Высоцкому: «Для нас Окуджава был Чехов с гитарой. / Ты — Зощенко песни с есенинкой ярой». Зощенковские приёмы — ролевая маска, сказовая стилистика, ироничная интонация — обнаруживаются уже в первой песне Владимира Семёновича — «Татуировка». В дальнейшем типажи, созданные Михаилом Зощенко, появлялись в самых разных произведениях Высоцкого. Среди них — герой песни «Поездка в город», называющий себя «самым непьющим из всех мужуков». За это качество, а также за «моральную силу» семья рассказчика направляет его в столицу за «дефицитом»: «Чтобы я привёз снохе / с ейным мужем по дохе, / Чтобы брату с бабой — / кофе растворимый, / Двум невесткам — по ковру, / зятю — чёрную икру, / Тестю — что-нибудь армянского разлива». Такие же герои — «зощенковского типа» — присутствуют в «Инструкции перед поездкой за рубеж», «Песне завистника» и других «ролевых» произведениях Высоцкого.

В. Высоцкий воспринял от классики не только полифоничность тем, мотивов и образов, но и самый принцип отношения к человеку и методы его изображения. Кроме того, он унаследовал, пожалуй, главное, — отношение к Слову. <…> И его творчество, и его облик — поэт с гитарой — это воплощённая метафора поэтов XIX века: «Они писали перьями и ощущали себя певцами. Высоцкий пел под гитару и считал себя профессиональным поэтом».

## Творчество Высоцкого и традиции авторской песни
Одной из примет хрущёвской оттепели стал человек с гитарой, которая, в свою очередь, оказалась своеобразным символом авторской песни. Благодаря этому жанру советская интеллигенция получила возможность для творческого самовыражения. Словосочетание «авторская песня» подразумевало, что произведение пишет и исполняет один и тот же человек, причём на фоне возросшего интереса к поэзии первостепенное значение имело слово. В конце 1950-х годов в СССР возникло новое явление — «магнитоиздат». Песни, тексты которых не признавала цензура, стали записывать на плёнку в дружеских компаниях. Записи были, как правило, некачественными, однако это не мешало им быстро распространяться по стране.
К тому моменту, когда Высоцкий начал сочинять свои первые песни, на магнитофонах уже звучали произведения Булата Окуджавы, Михаила Анчарова, Новеллы Матвеевой и других поэтов. Творчество некоторых авторов весьма ощутимо повлияло на художественный почерк Владимира Семёновича. В их числе — трио в составе Сергея Кристи, Алексея Охрименко и Владимира Шрейберга. В послевоенные годы написанные ими песни («Ходит Гамлет с пистолетом», «О Льве Толстом — мужике непростом» и другие) считались частью городского фольклора. Одно из их произведений — «Я был батальонный разведчик, / А он писаришка штабной. / Я был за Россию ответчик, / А он жил с моею женой» — представляло собой стилизацию под популярные в конце 1940-х годов вагонные куплеты. Молодой Высоцкий включал их в свой репертуар и даже придумывал для «жалобного» сюжета гротескные развязки. Одна из первых песен Владимира Семёновича — «Сорок девять дней» — несла отголоски «Батальонного разведчика». Эпическое начало произведения Кристи — Охрименко — Шрейберга («Я был…») в дальнейшем использовалось поэтом в таких песнях, как «Я был душой дурного общества», «Я был слесарь шестого разряда». Сочинённая Высоцким в 1963 году драматическая история под названием «Я женщин не бил до семнадцати лет» создана фактически «по мотивам» «Батальонного разведчика» и написана тем же стихотворным размером (амфибрахием).
Весьма значительное воздействие на формирование поэтического мира Высоцкого оказал Михаил Анчаров. Два автора сблизились в начале 1960-х годов, и анчаровская песня «Цыган-Маша» («Штрафные батальоны за всё платили штраф») стала для Высоцкого откровением — он впервые узнал о штрафных воинских подразделениях. В результате возникла песня «Штрафные батальоны». Во многом благодаря Анчарову Высоцкий сумел расширить тематику своих произведений, начать движение от «блатного цикла» к «энциклопедии русской жизни». Своеобразная поэтическая перекличка обнаруживается в сочинённой Анчаровым «Балладе о парашютах» (1964) и «Песне о лётчиках» Высоцкого (1968). В первом из упомянутых произведений герой — «грешный» десантник Гошка — попадает после гибели в рай и становится там хранителем мира. Подобная же участь уготована и персонажам Высоцкого: «Хранить — это дело почётное тоже, / Удачу нести на крыле…».
С поэтом и актёром Юрием Визбором Высоцкого сближали песенные циклы о горах. При этом сами авторы относились к альпинизму по-разному. Если Визбор постоянно участвовал в восхождениях, то Высоцкий в горы выезжал два раза в жизни (в 1966 году — на съёмки фильма «Вертикаль» и в 1970-м — частным образом). Поэтому песен, посвящённых горам, у Владимира Семёновича меньше, чем у его коллеги. Однако поэтическое мировооззрение, связанное с представлением об альпинизме, у двух авторов было близким: и тот, и другой воспринимали восхождение как работу для сильных людей, которые на большой высоте несут ответственность и за себя, и за других. В песнях, сочинённых Высоцким для «Вертикали» и включённых в эту картину, прямого влияния поэтики Визбора не обнаруживается; вероятно, образы гор появились у Владимира Семёновича благодаря личным впечатлениям от пребывания в киноэкспедиции. Но своеобразная отсылка к творчеству Юрия Иосифовича всё-таки замечена в «Скалолазке» — песне, не вошедшей в ленту Станислава Говорухина. Так, герой Высоцкого говорит, обращаясь к альпинистке: «Мы теперь одной верёвкой связаны…». Подобное же признание звучит из уст персонажа песни Визбора «Верёвочка»: «Всю смену я больной — / Хожу, томлюсь. / Наверно, я с тобой / Не развяжусь. / Связал нас чёрт с тобой <…> Верёвочкой одной».
В своих выступлениях перед зрителями Высоцкий упоминал, что в молодости начал работать со «стихами, которые надо исполнять под гитару», во многом благодаря Окуджаве. Тем не менее поэтический мир Высоцкого был весьма далёк от песенной камерности Булата Шалвовича. Их прямой «диалог» звучал нечасто. Но одно из своих произведений — «Притчу о Правде и Лжи» — Владимир Семёнович не только посвятил старшему коллеге, но и уточнил, что она создана «в подражание Окуджаве». Само подражание, вероятно, заключалось в том, что образы Правды и Лжи были столь же условны, как и аллегорические персонажи из разных песен Окуджавы — речь идёт о Вере, Надежде и Любви («Три сестры») и госпоже разлуке («Ваше благородие…»). В то же время в «Притче…» Высоцкого есть непосредственная отсылка к стихотворению Окуджавы «Клевета» (1967), содержавшему, в частности, строки: «Пробралась в нашу жизнь клевета, / как кликуша глаза закатила, / и прикрыла морщинку у рта, / и на тонких ногах заходила».
В число представителей авторской песни, сыгравших определённую роль в творческой биографии Высоцкого, входили не только его современники. Среди них был и поэт Серебряного века Александр Вертинский, строчки из песни которого «Лиловый негр» герой Высоцкого — капитан Жеглов — спел в фильме «Место встречи изменить нельзя». Этим эпизодом перекличка двух поэтов не ограничилась. Во время работы над картиной, в 1978 году, Высоцкий написал песню «Белый вальс», в котором рассказ о преданных женщинах, спешащих на помощь, сопровождался описанием: «Их бальный зал — величиной во всю страну». Подобные мотивы звучали и в песне Вертинского «Рассеянный король» (стихи Николая Агнивцева): «Рассеян шёлком тронный зал / На всю страну сегодня…».

Очевидно, мотив бального зала «величиной во всю страну» Высоцкий позаимствовал у предшественника. О том, что стихи написаны не Вертинским, он мог и не знать, да это и неважно — достаточно того, что они воспринимались на слух с голоса Вертинского и потому были им невольно «авторизованы». Точно так же некоторые чужие песни, напетые Высоцким (например, «На Тихорецкую» М. Таривердиева и М. Львовского), слушателями будут восприниматься порой как принадлежащие ему.

## Комментарии
1. ↑  Среди высоцковедов нет единого мнения об истории песни. Владимир Новиков писал, что замысел «Татуировки» появился в ленинградском автобусе, первым слушателем песни был Артур Макаров, вторым — Инна Кочарян[18]. Марк Цыбульский со ссылкой на Инну Кочарян указывает, что песня была сочинена в Севастополе[19]. По версии Павла Фокина, «Татуировка» впервые прозвучала 29 июля 1961 года на проводах Левона Кочаряна в Севастополь. Этот же текстолог упоминал о сведениях, согласно которым основная версия произведения появилась осенью 1961 года[20].
2. ↑  Полный стихотворно-письменный текст произведения с названием «Пособие для начинающих и законченных халтурщиков» был обнаружен в архивах Нины Максимовны Высоцкой и опубликован в 1989 году в журнале «Русская речь» (№ 6)[23][24].
3. ↑  «Я был батальонный разведчик» — произведение трио в составе Алексея Охрименко, Сергея Кристи и Владимира Шрейберга. Автором мелодий являлся Шрейберг. Песни этой троицы воспринимались как народные[25].

## Рекомендуемая литература
- Владимир Высоцкий (1938—1980): поэт, актёр, бард. Биобиблиографический указатель. Официальный сайт Российской государственной библиотеки. Дата обращения: 24 марта 2018. Архивировано 24 марта 2018 года.